# Catedral de Ciudad Guzmán
La Catedral de San José es una catedral ubicada en Ciudad Guzmán, Zapotlán el Grande (Jalisco, México). Es la sede de la Diócesis de Ciudad Guzmán y el principal templo de la misma. Construido a fines del siglo XIX, se consegró hacia 1900. 
El templo que hoy conocemos, fue levantado en el año de 1866. La primera piedra fue puesta el 27 de mayo de 1866 por el entonces párroco, Don Antonio Zúñiga Ibarra. Se consagró el 8 de octubre de 1900.
El templo, consta de tres naves todas de igual nivel. Con planta de cruz latina. Dignos de observarse son los pesados contrafuertes en la parte exterior que sostienen los muros laterales.
En el crucero, se levanta la cúpula, coronada por una linternilla. Ambas cubiertas de azulejos.
La fachada principal, trabajada en cantera gris y con forma de torre, dentro del estilo herreriano. Originalmente de cuatro niveles con cupulilla cubierta de azulejos. De los cuales dos cayeron durante el sismo de 1985. El primer cuerpo de la fachada presenta un arco medio punto, custodiado por dos nichos y pechinas con esculturas de santos. El segundo cuerpo, presenta la ventana del coro de forma circular, a los lados, también cuenta con dos nichos y pechinas con esculturas de santos. El tercer cuerpo aloja el campanario de la catedral.
Lo anterior sirve de acceso a un pórtico, que preside la entrada principal y dos a los lados.
Originalmente contó con dos torres, las cuales también colapsaron con el temblor. No se ha vuelto a reconstruir nada de lo que se vino abajo.
El interior del templo, decorado en estilo neoclásico. Destaca las pinturas y el ciprés del altar principal, que resguarda la imagen de cristo crucificado. También pueden verse los altares laterales, también de estilo neocásico